# Rundfunkchor Berlin
Rundfunkchor Berlin – berliński chór radiowy współfinansowany przez Deutschlandradio, posiadający jednak dużą autonomię w kwestiach organizacyjnych.
Chór Radio Berlin jest znanym i lubianym na całym świecie prestiżowym chórem mieszanym. Grupa koncertowała już w takich państwach jak Australia, Anglia, Francja, USA, Holandia, Hiszpania, Szwajcaria, Monako, czy Japonia. Od kilku lat ściśle współpracuje z Orchestre Philharmonique de Monte-Carlo w Monako. W 2005 r. Chór śpiewał na uroczystości koronacji księcia Monako, Alberta.